# Dmitry Polyarush
Dmitry Vladimirovich Polyarush (en biélorusse : Дмитрий Владимирович Поляруш) est un gymnaste trampoliniste biélorusse né le 20 septembre 1970 à Berezniki (RSFS de Russie). 
Son palmarès international est le suivant :
- champion du monde de trampoline individuel en 1996 ;
- champion du monde de trampoline synchro en 1990 et 2003 ;
- champion d'Europe de trampoline individuel en 1991 et 1995 ;
- champion d'Europe de trampoline synchro en 1991 ;
- vainqueur de la Coupe du monde en 1996 et 2000.

Il est aussi cinquième de l'épreuve individuelle de trampoline aux Jeux olympiques d'été de 2000 et quatrième aux Jeux olympiques d'été de 2004.